# Dinastia de Omri

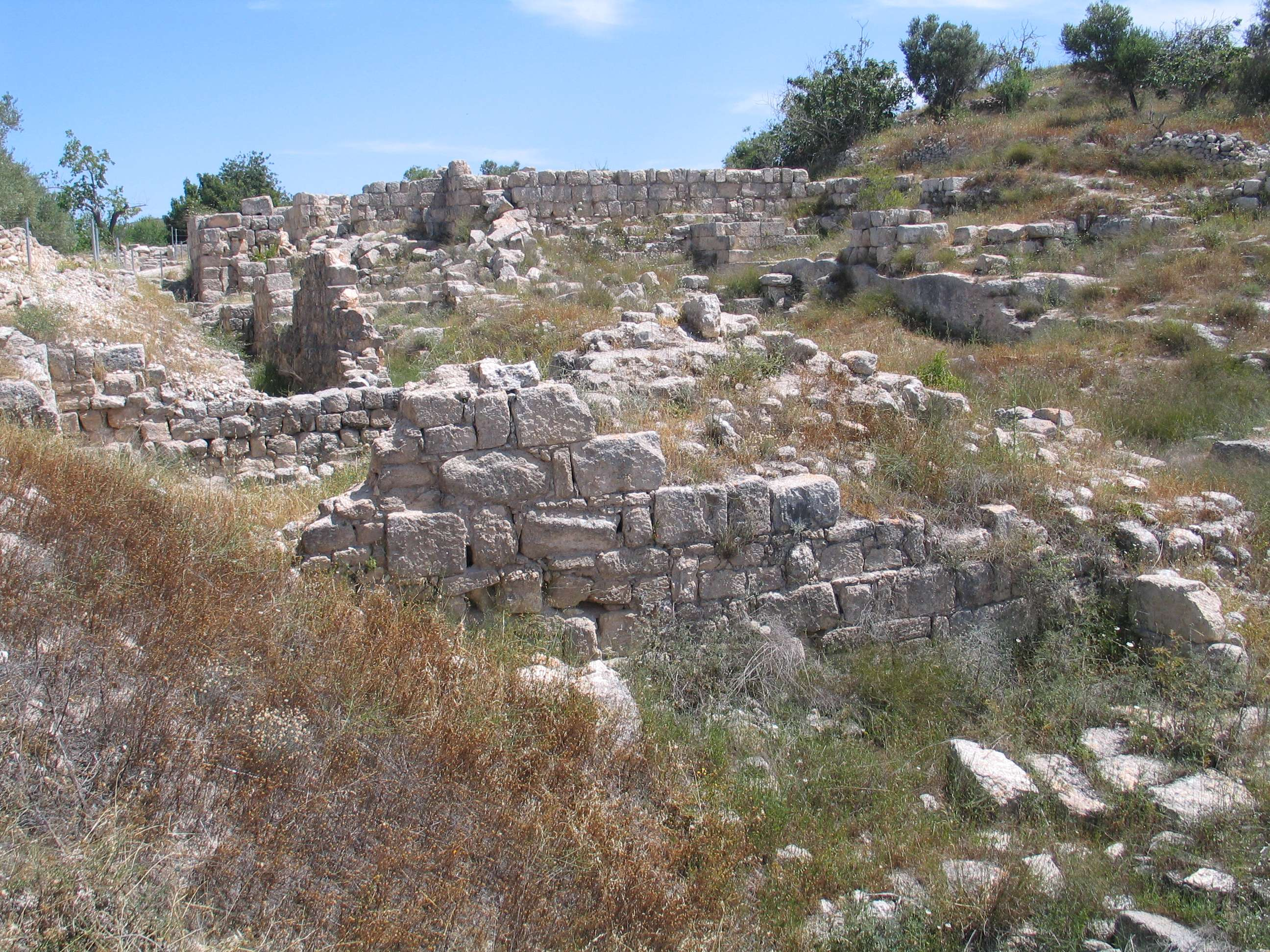
Ruínas do lugar omrida em Samaria, atual Sebastia.

A Dinastia de Omri ou Casa de Omri foi fundada pelo rei Omri, de Reino de Israel (na região da Samaria). De acordo com a Bíblia, os governantes de Israel provenientes desta dinastia foram Omri, Acabe, Acazias e Jorão. A filha do rei Acabe com Jezabel foi Atália, rainha consorte e, posteriormente, reinante do Reino de Judá, ao sul.
Cinco registros assírios, alguns dos quais com duplicatas conhecidas, referem-se a "Terra de Omri" ou "Casa de Omri". Uma referência arqueológica a Omri e seu filho sem nome é encontrada na Estela de Mesa, a única inscrição semítica do noroeste conhecida por fazer referência a esse nome.

## Relato bíblico
A Bíblia geralmente retrata os membros da Casa de Omri de forma desfavorável, enfatizando sua apostasia da religião de Javé em favor de Baal. Dedica-se pouca atenção a Omri além de observar seu estabelecimento da dinastia e fundação da nova capital de Israel, Samaria . Em contraste, seu filho Acabe é o tema de uma extensa narrativa enfocando suas conturbadas relações com os profetas Elias e Eliseu. Ele é retratado como uma personalidade fraca, permitindo-se ser liderado por sua obstinada esposa Jezabel de Tiro, que defendia a adoração de Baal e a perseguição aos seguidores de Yahweh (Javé). Nota-se também a diplomacia da dinastia, que a conectou por casamento a Tiro e Judá e trouxe uma reaproximação com esta última após uma longa série de guerras. O relato bíblico dos últimos omridas diz respeito à revolta de Moabe, seu conflito com Damasco sobre Ramote-Gileade, a extinção da dinastia em Israel nas mãos de Jeú e a usurpação do trono de Judá por Atália após a morte de seu filho, o rei Acazias .

### Lista de reinantes omridas
A maioria dos historiadores modernos segue as cronologias mais antigas estabelecidas por William F. Albright ou Edwin R. Thiele,  ou as cronologias mais recentes de Gershon Galil e Kenneth Kitchen,  todas as quais aparecem abaixo.
| Nome comum/bíblico | Nome real e estilo                                             | Albright       | Thiele       | galil          | Cozinha        | Notas |
| ------------------ | -------------------------------------------------------------- | -------------- | ------------ | -------------- | -------------- | --- |
| Omri               | עמרי מלך ישראל 'Omri, Melekh Yisra'el                          | 876 – 869 a.C. | 885 – 874 aC | 884 – 873 aC   | 886 – 875 a.C. | Reinou sobre Israel em Samaria por 12 anos. Morte: causas naturais |
| Acabe              | אחאב בן-עמרי מלך ישראל Ah'av ben 'Omri, Melekh Yisra'el        | 869 – 850 a.C. | 874 – 853 aC | 873 – 852 aC   | 875 – 853 aC   | Reinou sobre Israel em Samaria por 22 anos. Morte: baleado por um arqueiro durante a batalha em Ramoth Gilead. Ele morreu ao chegar a Samaria.                               |
| Acazias            | אחזיהו בן-אחאב מלך ישראל 'Ahazyahu ben 'Ah'av, Melekh Yisra'el | 850 – 849 aC   | 853 – 852 aC | 852 – 851 aC   | 853 – 852 aC   | Reinou sobre Israel em Samaria por 2 anos. Morte: ele caiu da grade de seu cenáculo e se machucou. Elias, o profeta, disse que ele nunca sairia de sua cama e morreria nela. |
| Jeorão             | יורם בן-אחאב מלך ישראל Yehoram ben 'Ah'av, Melekh Yisra'el     | 849 – 842 aC   | 852 – 841 aC | 851 – 842 aC   | 852 – 841 aC   | Reinou sobre Israel em Samaria por 12 anos. Morte: morto por Jeú, o próximo rei de Israel.                                                                                   |
| Atalia             | עתליה בת-עמרי מלכת יהודה 'Atalyah bat' Omri, Malkat Yehudah    | 842 – 837 aC   | 841 – 835 aC | 842 – 835 a.C. | 841 – 835 aC   | Rainha Mãe, viúva de Jeorão e mãe de Acazias. Reinou sobre Judá em Jerusalém por 6 anos. Morte: morto pelas tropas designadas pelo sacerdote Jeoiada para proteger Joás.     |

### Religião
A Bíblia registra um conflito na época de Acabe entre o culto tradicional de Javé de Israel e o de Baal, este tendo sido importado da Fenícia pela consorte de Acabe, Jezebel, que era sua sacerdotisa e fora implementadora de seu culto no Reino de Israel. O estudioso bíblico Edward Lipiński especulou que o nome bíblico "Baal" na verdade não se refere à divindade fenícia, mas a Javé de Samaria, com os dois possivelmente sendo equiparados devido ao javismo samaritano ser considerado herético pelos sacerdotes de Judá, cujas tradições são refletidas no relato bíblico.  A Bíblia, no entanto, apresenta o conflito como interno ao reino da Casa de Omri, e os principais defensores de Javé (Elias e Eliseu) como profetas nativos daquele reino.
A maioria das evidências confirma a predominância costumeira do javismo. O rei Mesa de Moabe, contemporâneo dos últimos omridas, observa na Estela de Mesa a presença de vasos dedicados a Javé na cidade israelita de Nebo, na época em que a conquistou. ("E Chemosh me disse: Vá tomar Nebo contra Israel, e ... e eu o tomei: ... e tirei dele os vasos de Jeová e os ofereci diante de Chemosh.") Lipiński e Łukasz Toboła também observam que os nomes reais omridas (Jorão, Acazias, Atália) tendem a ser teofóricos e se referem a Javé.  

## Historicidade
A Bíblia não Tinha Razão, de Israel Finkelstein, apresenta uma imagem muito diferente dos omridas, tornando-os responsáveis pelo grande império, palácios magníficos, riqueza e paz em Israel e Judá, que a Bíblia credita aos reis muito anteriores, Davi e Salomão. De acordo com Finkelstein, a razão para esta discrepância é o viés religioso dos autores bíblicos contra os omridas por seu politeísmo e, em particular, seu apoio a elementos da religião cananeia . 
Finkelstein afirma que os escritores dos Livros dos Reis podem ter omitido uma possível construção pública generalizada que tanto Omri quanto seu filho Acabe encomendaram durante seus reinados. Finkelstein e sua aluna Norma Franklin identificaram construções monumentais em Samaria, Jezreel, Megiddo e Hazor que são semelhantes em design e construção.

## Evidências arqueológicas

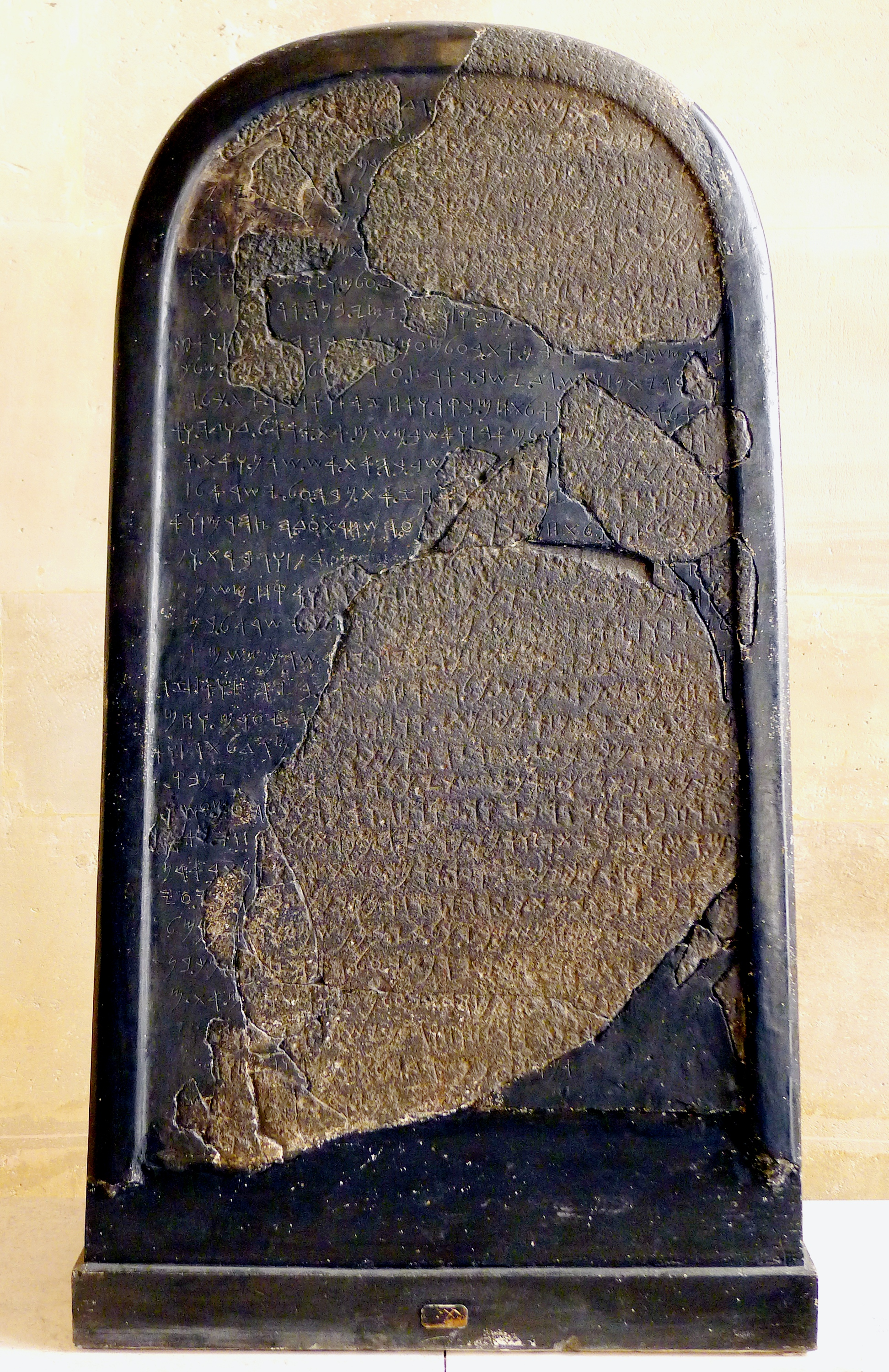
Mesha Stele descreve a opressão de Moabe por Omri, rei de Israel, e a vitória moabita sobre seu filho sem nome, provavelmente referindo-se a Acabe.

A Estela de Mesa traz uma inscrição moabita de cerca de 840 a.C. por Mesa, governante de Moabe, na qual Mesa fala da opressão de Moabe por "Omri, rei de Israel" e seu filho depois dele, e se gaba de suas próprias vitórias sobre o último.
Embora a Bíblia afirme que Jeú matou o último rei omrida, Jorão, e seu aliado, o rei Acazias de Judá, em um golpe por volta de 841 a.C., depois destruindo a maioria dos membros remanescentes da Casa de Omri, evidências arqueológicas lançam algumas dúvidas sobre esse relato. O autor da Estela de Tel Dan (geralmente identificado como Rei Hazael de Damasco (c. 842-806 a.C.)) parece ter afirmado ter matado os dois reis.

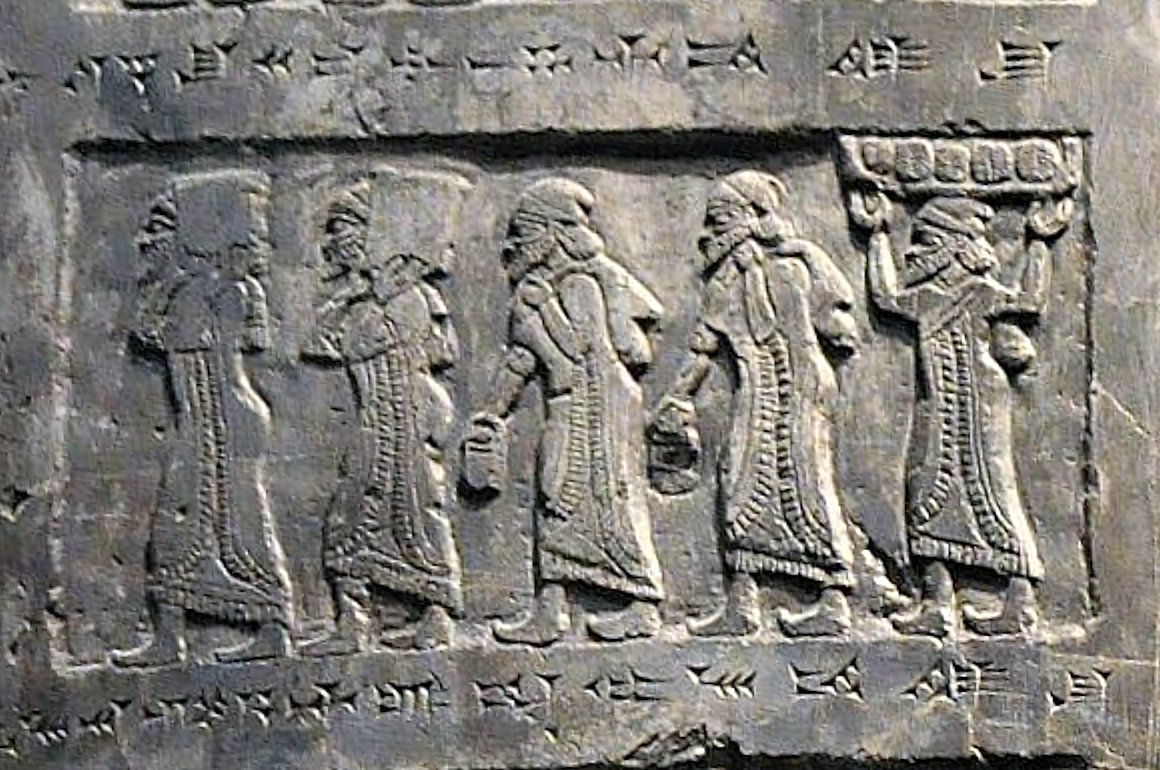
Parte da delegação israelita com presentes ofertados pelo rei Jeú, Obelisco Negro, 841–840 a.C.

Além disso, o Obelisco Negro do rei Salmaneser III da Assíria, geralmente datado de 841-840 a.C., nomeia Jeú como "filho de Omri". O reinado de Jeú é geralmente dado como 841-814 a.C.
No entanto, a referência a "filho de Omri" no Obelisco Negro na expressão "Jeú filho de Omri" pode ser uma referência à "Casa de Omri", que se acredita ter sido o nome assírio para o Reino de Israel. Os reis assírios frequentemente se referiam aos sucessores de Omri como pertencentes à "Casa de Omri" ( Bit Hu-um-ri-a). No entanto, nenhuma dessas referências posteriores se dirige a pessoas, mas sim à terra ou ao povo. Somente em relação a Jeú é usado mar Hu-um-ri-i, "filho de Omri". 

### Lista de referências assírias propostas para a Casa de Omri
A tabela abaixo lista todas as referências históricas a Omri nos registros assírios.
| rei assírio         | Inscrição                                                                          | Ano      | Transliteração         | Tradução                       |
| ------------------- | ---------------------------------------------------------------------------------- | -------- | ---------------------- | ------------------------------ |
| Salmaneser III      | Obelisco Negro, Fragmento de Calah, Pedra Kurba'il, Pedra Ashur                    | 841 a.C. | mar Hu-um-ri-i         | "do povo da terra de Onri"     |
| Adad-nirari III     | Laje de Nimrud                                                                     | 803 a.C. | KUR Bīt-Hu-um-ri-i     | "a terra da casa de Onri"      |
| Tiglate-Pileser III | ND 4301 + 4305, III R 10,2                                                         | 731 a.C. | KUR E Hu-um-ri-a       | "a terra de Onri"              |
| Sargão II           | Porta do palácio, pequena inscrição sumária, inscrição cilíndrica, inscrição touro | 720 a.C. | mat KUR Bit-Hu-um-ri-a | "toda a terra da casa de Onri" |